# Vikenegga
Vikenegga är en bergstopp i Antarktis. Den ligger i Östantarktis. Norge gör anspråk på området. Toppen på Vikenegga är 1 955 meter över havet.
Terrängen runt Vikenegga är varierad. Trakten är obefolkad. Det finns inga samhällen i närheten. 